# Dennis Edwards
Dennis Edwards (* 3. Februar 1943 in Birmingham, Alabama; † 1. Februar 2018 in Chicago, Illinois) war ein amerikanischer Soul- und Rhythm-and-Blues-Sänger. Bekannt wurde er vor allem als Leadsänger der Gruppe The Temptations.

## Biografie

### Karriere
Mit zwei Jahren begann Edwards in einem Kirchenchor zu singen. Als er sieben Jahre alt war, zogen seine Eltern mit ihm nach Detroit, Michigan. Am Detroit Conservatorium für Musik studierte er Klavier und Komposition. Dennis Edwards & The Firebirds war eine Soul-Jazz-Band, die er selbst gründete. Seine erste Single brachte er bei Internationale Soulville Records, einem unbekannten Detroiter Label, heraus. Die Single I Didn’t Have To (But I Did), Johnnie on the Spot wird unter Soulfans zwischen 3000 und 6000 US-Dollar gehandelt.
Nach dem Rauswurf von David Ruffin bei den Temptations wegen unprofessionellen Verhaltens wurde Edwards neuer Leadsänger der Gruppe. Mit den Songwritern Norman Whitfield und Barrett Strong hatte er einen Streit wegen der ersten Strophe in dem Lied Papa Was a Rollin’ Stone, die Edwards Meinung nach eine Anspielung auf den Tod seines Vaters gewesen sei. 1977, kurz vor dem Bruch mit Motown, wurde Edwards von Otis Williams gefeuert.
Nach einer gescheiterten Solokarriere bei Atlantic Records ging er 1980 wieder zu Motown zurück. Auf der Reunion-Tour 1982 hatte er die Gelegenheit, wieder mit Ruffin und Eddie Kendricks aufzutreten. Motown war weiterhin an einer Solokarriere von Edwards interessiert und so wurde er 1984 durch Ali-Ollie Woodson bei den Temptations ersetzt, ohne dabei die Mitgliedschaft in der Band vollständig zu verlieren. Einen Hit hatte er im Duett mit Siedah Garrett 1984. Don’t Look Any Further konnte sich, ebenso wie das gleichnamige Album, in den englischen und amerikanischen Charts platzieren.
Probleme verschiedener Art schien es zwischen Edwards, Woodson und Williams immer wieder zu geben, und so wurde Edwards 1989 endgültig bei den Temptations gefeuert. Edwards und die Ex-Mitglieder David Ruffin und Eddie Kendricks gingen Ende der 1980er Jahre mit Liedern der Temptations auf Tournee. Nach dem Tod von Ruffin und Kendricks war er gezwungen, das Projekt allein weiterzuführen. Mitte der 1990er Jahre kam es wegen des Namens Dennis Edwards & The Temptations zwischen Edwards und Williams zu gerichtlichen Auseinandersetzungen. Edwards musste seine Gruppe in „The Temptations Review featuring Dennis Edwards“ umbenennen. Zu seiner letzten Besetzung gehörten Paul Williams Jr., David Sea, Mike Patillo und Chris Arnold.

### Privatleben
Dennis Edwards war ab 1977 kurzzeitig mit Ruth Pointer, die Mitglied der Band The Pointer Sisters ist, verheiratet. 1978 kam ihre gemeinsame Tochter Issa zur Welt, die wie ihre Mutter Mitglied der Pointer Sisters ist.
Edwards starb am 1. Februar 2018, zwei Tage vor seinem 75. Geburtstag, an den Folgen einer Meningitis vom Mai 2017.

## Diskografie

### Studioalben
| Jahr | Titel Musiklabel Katalog-Nr.      | Höchstplatzierung, Gesamtwochen, AuszeichnungChartplatzierungen (Jahr, Titel, Musiklabel Katalog-Nr., Platzierungen, Wochen, Auszeichnungen, Anmerkungen) | Höchstplatzierung, Gesamtwochen, AuszeichnungChartplatzierungen (Jahr, Titel, Musiklabel Katalog-Nr., Platzierungen, Wochen, Auszeichnungen, Anmerkungen) | Höchstplatzierung, Gesamtwochen, AuszeichnungChartplatzierungen (Jahr, Titel, Musiklabel Katalog-Nr., Platzierungen, Wochen, Auszeichnungen, Anmerkungen) | Anmerkungen                                                  |
| Jahr | Titel Musiklabel Katalog-Nr.      | UK | US | R&B | Anmerkungen                                                  |
| ---- | --------------------------------- | --- | --- | --- | ------------------------------------------------------------ |
| 1984 | Don’t Look Any Further Gordy 6057 | UK91 (1 Wo.)UK | US48 (27 Wo.)US | R&B2 (35 Wo.)R&B | Erstveröffentlichung: Februar 1984 Produzent: Dennis Lambert |
| 1985 | Coolin’ Out Gordy 6148            | — | — | R&B36 (20 Wo.)R&B | Erstveröffentlichung: Juli 1985 Produzent: Dennis Lambert    |

Weitere Alben
- 1993: Talk to Me (Three Gems 114)
- 1995: The Temptations Greatest Hits Live (Stom 200 372)

### Kompilationen
- 1984: Soul on Sound 029 (inkl. Telefon-Interview, mit Shannon, Nat Augustin u. a.)
- 2002: The Essential Collection (Universal 018 7772)
- 2014: Just a Little Misunderstanding: Rare and Unissued Motown 1965–1968 (mit The Contours; Kent Soul 419)

### Singles
| Jahr | Titel Album                                    | Höchstplatzierung, Gesamtwochen, AuszeichnungChartplatzierungen (Jahr, Titel, Album, Platzierungen, Wochen, Auszeichnungen, Anmerkungen) | Höchstplatzierung, Gesamtwochen, AuszeichnungChartplatzierungen (Jahr, Titel, Album, Platzierungen, Wochen, Auszeichnungen, Anmerkungen) | Höchstplatzierung, Gesamtwochen, AuszeichnungChartplatzierungen (Jahr, Titel, Album, Platzierungen, Wochen, Auszeichnungen, Anmerkungen) | Anmerkungen |
| Jahr | Titel Album                                    | UK | US | R&B | Anmerkungen |
| ---- | ---------------------------------------------- | --- | --- | --- | --- |
| 1984 | Don’t Look Any Further                         | UK45 (12 Wo.)UK | US72 (6 Wo.)US | R&B2 (23 Wo.)R&B | Erstveröffentlichung: 12. Januar 1984 feat. Siedah Garrett Autor: Duane Hitchings                                                                          |
| 1984 | (You’re My) Aphrodisiac Don’t Look Any Further | — | — | R&B15 (14 Wo.)R&B | Erstveröffentlichung: 23. April 1984 Autoren: Dennis Lambert, Duane Hitchings, Franne Golde                                                                |
| 1985 | Amanda Coolin’ Out                             | — | — | R&B77 (4 Wo.)R&B | Erstveröffentlichung: Juni 1985 Autoren: Dennis Lambert, Peter Wolf, Patrick Henderson                                                                     |
| 1985 | Coolin’ Out                                    | — | — | R&B23 (12 Wo.)R&B | Erstveröffentlichung: 6. August 1985 Autoren: Dennis Lambert, Dennis Edwards, David English, Glenn Leonard, Otis Williams, Richard Street, Robbie Buchanan |

Weitere Singles
- 1965: Johnny on the Spot
- 1966: I Didn’t Have To (But I Did)
- 1977: Shakey Ground (The Temptations feat. Dennis Edwards)
- 1984: Another Place in Time
- 1989: Get It While It’s Hot! (mit Eddie Kendricks)
- 1993: Talk to Me
- 1998: Don’t Look Any Further (feat. The Weather Girls)